# NGC 4352
NGC 4352 (również PGC 40313 lub UGC 7475) – galaktyka soczewkowata (S0), znajdująca się w gwiazdozbiorze Panny. Odkrył ją William Herschel 15 marca 1784 roku. Należy do Gromady w Pannie.